# Трабзон (вилайет)

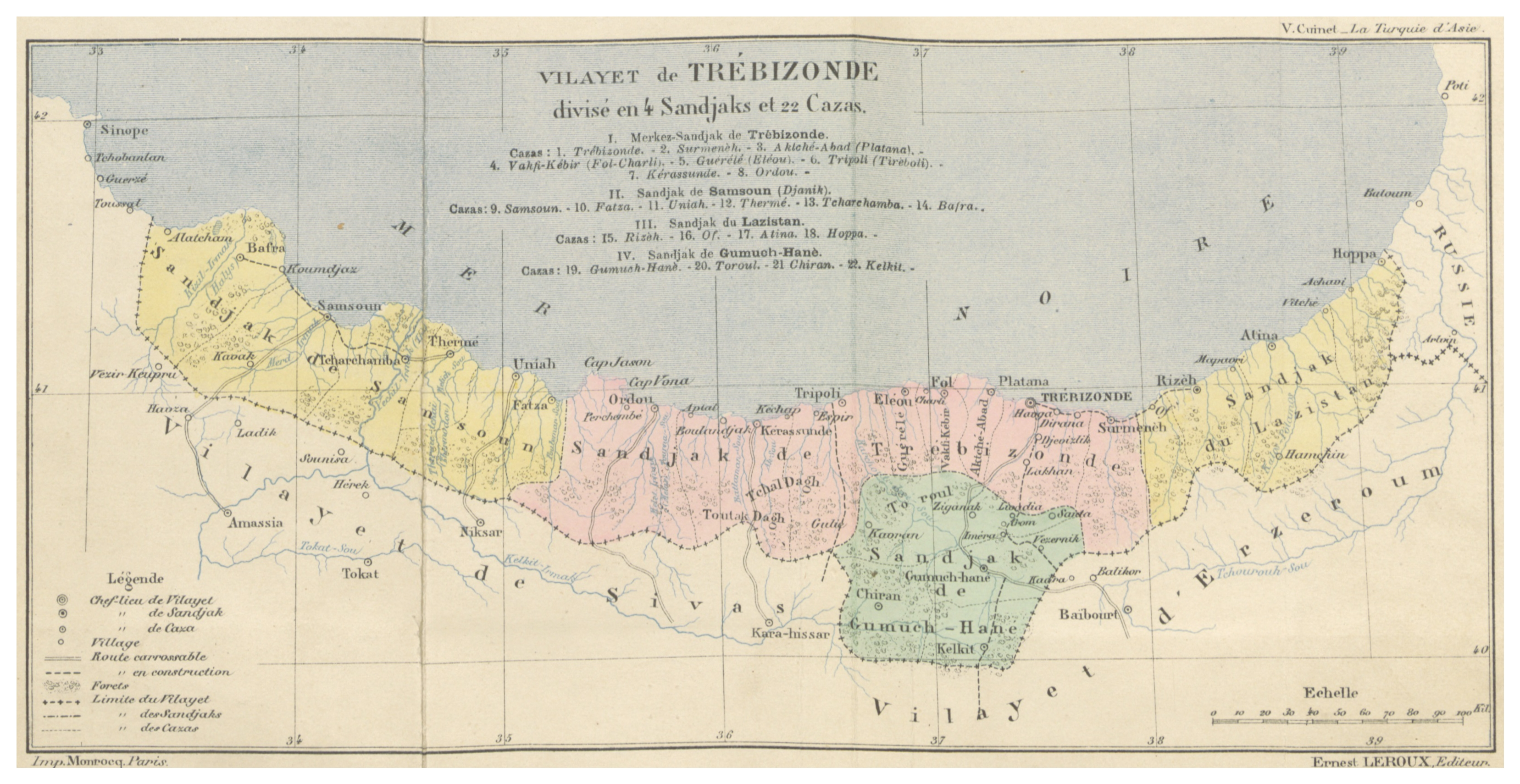
Трапезундский вилайет в 1890 году.

Вилайет Трабзон (Трапезундский вилайет)  находился на северо-востоке Османской империи, на южном побережье Чёрного моря. Площадь провинции составляла 31 290 квадратных километров.
В вилайете было три санджака (четыре после 1889 г.) и 22 казы. Административно-территориальное деление вилайета: 
1. Санджак Трабзон - 10 каз: Трабзон, Орду, Гиресун, Тиреболу, Гёреле, Вакфыкебир, Сюрмене, Оф, Акчаабат, Мачка).
2. Санджак Гюмюшхане - 4 казы: Гюмюшхане, Келкит, Ширан, Торул.
3. Санджак Лазистан (его центром сначала был Батуми, после 1878 г. - Ризе ) - 3 (или 4) казы: Ризе, Пазар, Артвин; иногда также включался Оф.
4. Санджак Джаник (после 1889 г., его центром  был Самсун) - 6 каз: Самсун, Бафра, Юнье, Фатса, Чаршамба, Терме.

Согласно переписи населения 1885 года (данные опубликованы в 1908 году), население провинции составляло 1 587 164 человек, из которых, кроме мусульманского населения (турки, лазы, курды, черкесы), 800 789 человек составляли христиане: понтийские греки около 700 000, армяне около 80 000 (по другим данным число армян было выше) и ассирийцы до 20 000.

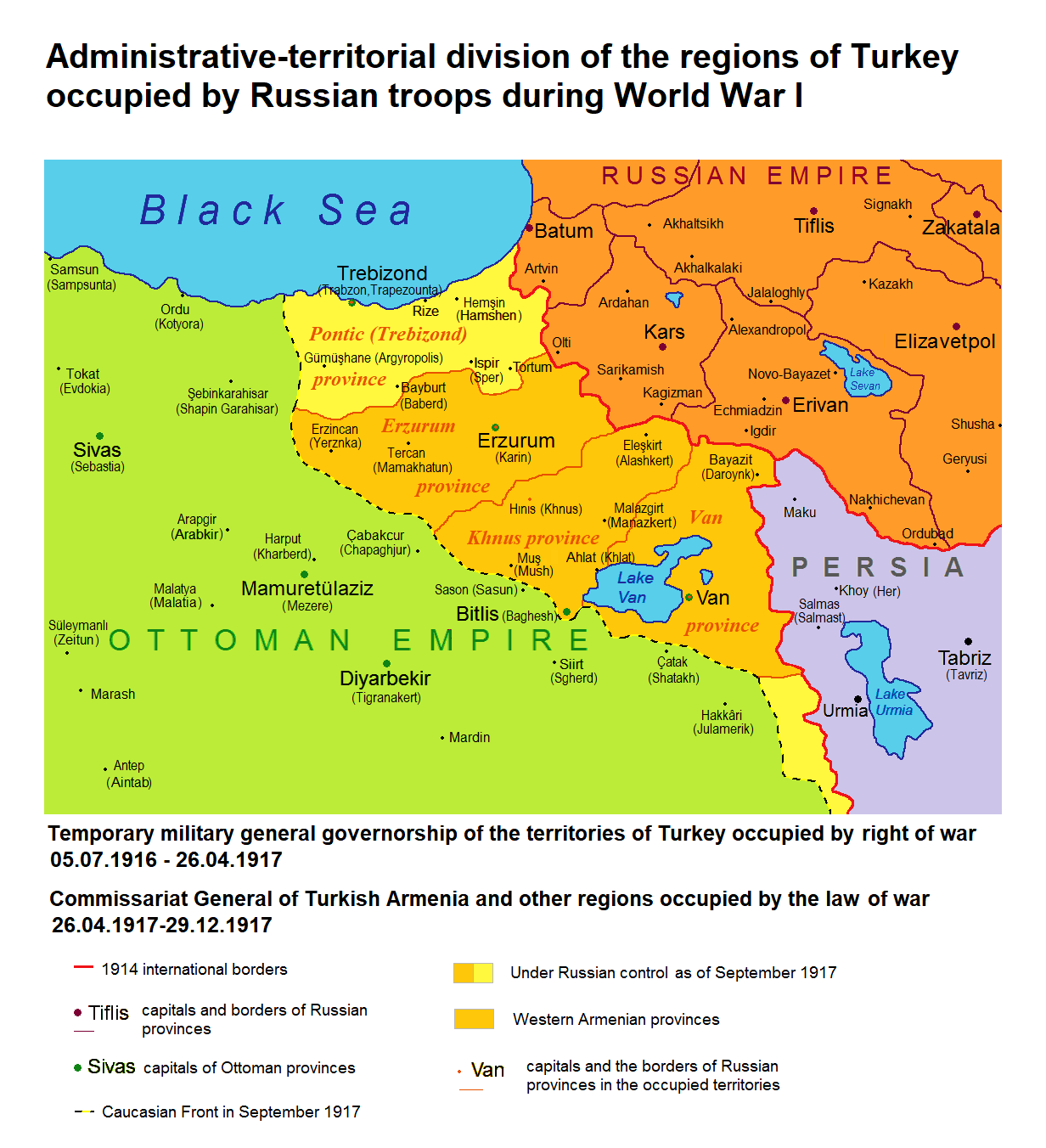
Временное военное генерал-губернаторство территорий Турции, занятых по праву войны (05.07.1916-26.04.1917), Генеральный комиссариат Турецкой Армении и территорий Турции, занятых по праву войны (26.04.1917-29.12.1917).

Во время Первой мировой войны в 1915-1916 году русская Кавказская армия завоевала восточную половину территории Трапезундского вилайета (санджаки Лазистан и Гюмюшхане, вост. часть Трабзона). На занятой русскими войсками во время Первой мировой войны территории Османской империи согласно утверждённому 5 июня 1916 года императором Николаем II «Временному положению по управлению территориями Турции, занятыми по праву войны» было создано временного военное генерал-губернаторство, которое разделялось на четыре области: Ванскую, Хнусскую, Эрзрумскую и Понтийскую (Трапезундскую), которые в свою очередь, разделялись на 29 округов. Таким образом Трабзон (Трапезунд), Ризе, Гюмюшхане (Аргирополис) вошли в Понтийскую область.